# Duca di Richelieu
Duca di Richelieu era un titolo fra i pari di Francia. Fu creato il 26 novembre 1629 per il cardinale Richelieu che, in quanto ecclesiastico, non aveva figli a cui tramandarlo. Lo passò al suo pronipote, Armand Jean de Vignerot, nipote di sua sorella maggiore Françoise (1577–1615), che aveva sposato René de Vignerot, signore di Pontcourlay († 1625).
Armand Jean de Vignerot aggiunse il cognome du Plessis del cardinale al proprio e prese lo stemma (d'argent à trois chevrons de gueules « sans meslange d'aulcunes autres ») e ricevette i titoli di Duca di Richelieu e pari di Francia per lettere patenti nel 1657.
Nel 1751 il Duca di Richelieu divenne anche Conte sovrano di Réchicourt-le-Château, equiparando la famiglia a quelle sovrane nel Sacro Romano Impero.
Due altri passaggi del titolo si verificarono nel 1822 e nel 1879. Armand Emmanuel de Vignerot du Plessis de Richelieu, senza eredi, ottenne il permesso per passare il titolo di Duca di Richelieu al figlio della sua sorellastra Simplicie, figlia di Antoine-Pierre de La Chapelle de Saint-Jean de Jumilhac, con ritorno ai discendenti di suo fratello minore se fosse morto senza un erede maschio.
Il titolo si estinse nel 1952 con il figlio del VII Duca di Richelieu ed Alice Heine (1858–1925). Alice rimase vedova nel 1880 e si risposò con il principe Alberto I di Monaco nel 1889.

## Elenco dei duchi di Richelieu
1. 1629–1642: Armand Jean du Plessis de Richelieu (1585–1642), cardinale, I duca di Richelieu, primo ministro sotto Luigi XIII.
2. 1657–1715: Armand Jean de Vignerot du Plessis (1629–1715), II duca di Richelieu, pronipote del precedente.
3. 1715–1788: Louis François Armand de Vignerot du Plessis (1696–1788), III duca di Richelieu, maresciallo di Francia, figlio del precedente.
4. 1788–1791: Louis Antoine Sophie de Vignerot du Plessis (1736–1791), IV duca di Richelieu, figlio del precedente.
5. 1791–1822: Armand Emmanuel de Vignerot du Plessis (1766–1822), V duca di Richelieu, président du Conseil e Ministero degli Affari Esteri, figlio del precedente.
6. 1822–1879: Armand François Odet de La Chapelle de Saint-Jean de Jumilhac (1804–1879), VI duca di Richelieu, nipote del precedente.
7. 1879–1880: Marie Odet Richard Armand de La Chapelle de Saint-Jean de Jumilhac (1847–1880), VII duca di Richelieu, nipote del precedente. Sposò Alice Heine, poi moglie di Alberto I di Monaco
8. 1880–1952: Marie Odet Jean Armand de La Chapelle de Saint-Jean de Jumilhac (1875–1952), VIII ed ultimo duca di Richelieu, figlio del precedente e di Alice, (poi) principessa di Monaco.